# 大鱗異脂鯉
大鱗異脂鯉（学名：Heterocharax macrolepis）為輻鰭魚綱脂鯉目脂鯉亞目狼牙脂鯉科的其中一個種，分布於南美洲奧里諾科河、埃塞奎博河、德梅拉拉河等流域，體長可達4.8公分，棲息在河川底中層水域，生活習性不明。